# Протей (мифология)

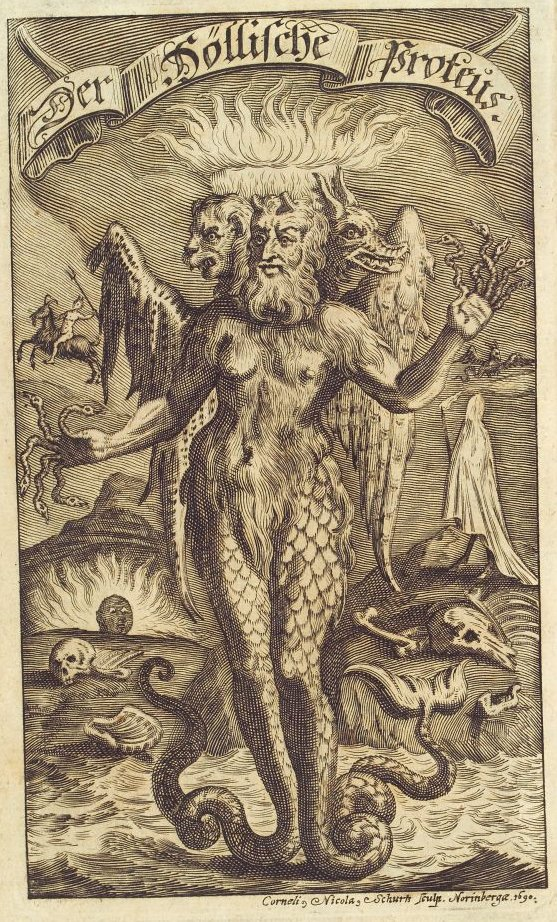
Протей

Проте́й (др.-греч. Πρωτεύς) — в древнегреческой мифологии морское божество; сын Посейдона и Геры, муж Псамафы и отец Эйдотеи и Кабиро. Его жена Торона, отец Полигона и Телегона (или Тмола и Телегона). Обладал необыкновенной способностью к перевоплощению (метаморфозе), принимал любые обличья.
Согласно Вергилию, жил у Карпафа. После смерти сыновей переселился из Фракии в Египет, заменил Елену на ложе Париса её призраком. Жил на Фаросе. Предсказал Менелаю будущее. Когда Менелай связал его, посоветовал ему совершить гекатомбу для возвращения домой.

## Царь Протей
По евгемеристическому истолкованию, Протей — это царь Египта, правил в Фаросе. Оказал гостеприимство Дионису. Либо его священный участок находился в Мемфисе. Гермес по воле Зевса выкрал Елену и отдал её Протею (по версии). Его жена — Псамафа, дети — Феоклимен и Феоноя. Его гробницу упоминает Еврипид. Отождествляется с предыдущим, с ним связаны те же мифы, что и с божеством. Также он был братом Зевса (Амалфея вскормила Протея вместе с Зевсом.)

## Последующая традиция
Ему посвящён XXV орфический гимн. Действующее лицо сатировской драмы Эсхила «Протей» (фр. 210—211 Радт). По истолкованию, честным людям являлся водой, а дурным — мстителем. По истолкованию, из-за изменчивости его уловок. Его сравнивали с полипом.

## Рецепция в Средние века
В Средневековье господствовали негативные коннотации Протея. В знаменитом сборнике Carmina Burana анонимный поэт (вторая половина XII в.) трактует его как антипода Христа. Легкомысленный человек переменчив как Протей, он «принимает незнакомые формы» (assumit formas incognitas). Человек твёрдых убеждений сравнивается с Христом, символом незыблемости, вечно неизменным, alpha principium et o novissimum:
| лат. оригинал | рус. перевод |
| --- | --- |
| Mutat cum Proteo figuram levitas, assumit ideo formas incognitas; vultum constantia conservans intimum, Alpha principia et O novissimum flectens fit media, dans finem optimum, mutans in varia celum, non animum. | Как Протей, меняет внешность легкомыслие, принимает незнакомые формы. Лик постоянства сокровенен – Альфа изначальная и Омега наипоследняя, Он придаёт изгиб середине. Готовя исход (букв. конец) прекраснейший, Он разнообразит небо, а не меняет душу. |

Неоднократно имя Протея упоминается в стихах Филиппа Канцлера. В политической сатире (кондукте) «Bulla fulminante» Протей, способный принимать любое обличье, изворачиваясь и уклоняясь от ответственности, символизирует лицемерие высших чинов католического священства:
| лат. оригинал | рус. перевод |
| --- | --- |
| Pape ianitores Cerbero surdiores In spe vana plores; Nam etiam si fores Orpheus, quem audit Pluto deus tartareus, Non ideo perores, Malleus argenteus Ni feriat ad fores, Ubi Proteus Variat mille colores. | Прислужники папы глухи как Цербер и больше того — биться в рыданиях, надеясь быть услышанным, бесполезно. Будь ты хоть Орфей, к которому [некогда] прислушался бог Тартара, ты не убедишь [судью], пока серебряный молоток не ударит в двери, за которыми Протей меняет тысячи обличий. |

Морской конёк по имени Протей (Протеос), названный в честь этого божества, стал талисманом XII Паралимпийских игр (2004, Афины).